# Sourgou (departamento)
Sourgou é um departamento ou comuna da província de Boulkiemdé no Burkina Faso. A sua capital é a cidade de Sourgou.
Em 1 de julho de 2018 tinha uma população estimada em 18360 habitantes.